# Scherma ai Giochi della XI Olimpiade - Fioretto individuale femminile
La competizione del fioretto individuale femminile  di scherma ai Giochi della XI Olimpiade si tenne i giorni 4 e 5 agosto 1936 presso lo Haus des Deutschen Sports a Berlino.

## Risultati

### 1º Turno
Si è disputato il 4 di agosto. Sei gruppi eliminatori le prime quattro classificate accedevano al secondo turno. A qualificazioni acquisite alcuni assalti non si sono disputati.
| Pos. | Atleta                | Nazione        | Vittorie | SF | SC | Incontri | Incontri | Incontri | Incontri | Incontri | Incontri | Incontri |
| Pos. | Atleta                | Nazione        | Vittorie | SF | SC | ELE      | GRA      | KRA      | vdK      | dTU      | RAI      | BOI      |
| ---- | --------------------- | -------------- | -------- | -- | -- | -------- | -------- | -------- | -------- | -------- | -------- | -------- |
| 1    | Ilona Elek            | Ungheria       | 4        | 20 | 5  | X        | ND       | 5-1      | 5-0      | ND       | 5-3      | 5-1      |
| 2    | Elisabeth Grasser     | Austria        | 4        | 24 | 13 | ND       | X        | 4-5      | 5-1      | 5-3      | 5-3      | 5-1      |
| 3    | Denise Kramer-Scholer | Svizzera       | 4        | 21 | 15 | 1-5      | 5-4      | X        | ND       | 5-2      | 5-2      | 5-2      |
| 4    | Toos van der Klaauw   | Paesi Bassi    | 3        | 16 | 15 | 0-5      | 1-5      | ND       | X        | 5-2      | 5-2      | 5-1      |
| 5    | Joanna de Tuscan      | Stati Uniti    | 1        | 15 | 21 | ND       | 3-5      | 2-5      | 2-5      | X        | 3-5      | 5-1      |
| 6    | Carmen Raisová        | Cecoslovacchia | 1        | 15 | 23 | 3-5      | 3-5      | 2-5      | 2-5      | 5-3      | X        | ND       |
| 7    | Andrée Boisson        | Francia        | 0        | 6  | 25 | 1-5      | 1-5      | 2-5      | 1-5      | 1-5      | ND       | X        |

| Pos. | Atleta               | Nazione       | Vittorie | SF | SC | Incontri | Incontri | Incontri | Incontri | Incontri | Incontri | Incontri |
| Pos. | Atleta               | Nazione       | Vittorie | SF | SC | MAY      | BOG      | KRI      | vPU      | GRA      | ARB      | ARC      |
| ---- | -------------------- | ------------- | -------- | -- | -- | -------- | -------- | -------- | -------- | -------- | -------- | -------- |
| 1    | Helene Mayer         | Germania      | 6        | 30 | 6  | X        | 5-2      | 5-1      | 5-0      | 5-2      | 5-1      | 5-0      |
| 2    | Erna Bogen-Bogáti    | Ungheria      | 5        | 27 | 18 | 2-5      | X        | 5-4      | 5-2      | 5-2      | 5-4      | 5-1      |
| 3    | Margit Kristian      | Jugoslavia    | 4        | 25 | 21 | 1-5      | 4-5      | X        | 5-2      | 5-3      | 5-3      | 5-3      |
| 4    | Hilda von Puttkammer | Brasile       | 3        | 19 | 20 | 0-5      | 2-5      | 2-5      | X        | 5-3      | 5-0      | 5-2      |
| 5    | Berit Granquist      | Svezia        | 2        | 20 | 26 | 2-5      | 2-5      | 3-5      | 3-5      | X        | 5-4      | 5-2      |
| 6    | Betty Arbuthnott     | Gran Bretagna | 0        | 12 | 25 | 1-5      | 4-5      | 3-5      | 0-5      | 4-5      | X        | ND       |
| 7    | Nancy Archibald      | Canada        | 0        | 8  | 25 | 0-5      | 1-5      | 3-5      | 2-5      | 2-5      | ND       | X        |

| Pos. | Atleta            | Nazione        | Vittorie | SF | SC | Incontri | Incontri | Incontri | Incontri | Incontri | Incontri |
| Pos. | Atleta            | Nazione        | Vittorie | SF | SC | LAC      | LLO      | CHR      | OEL      | ŠED      | REU      |
| ---- | ----------------- | -------------- | -------- | -- | -- | -------- | -------- | -------- | -------- | -------- | -------- |
| 1    | Karen Lachmann    | Danimarca      | 4        | 21 | 11 | X        | 1-5      | 5-1      | 5-3      | 5-1      | 5-1      |
| 2    | Marion Lloyd      | Stati Uniti    | 3        | 19 | 15 | 5-1      | X        | 2-5      | 5-2      | 2-5      | 5-2      |
| 3    | Adèle Christiaens | Belgio         | 3        | 19 | 17 | 1-5      | 5-2      | X        | 3-5      | 5-2      | 5-3      |
| 4    | Olga Oelkers      | Germania       | 3        | 20 | 18 | 3-5      | 2-5      | 5-3      | X        | 5-1      | 5-4      |
| 5    | Marie Šedivá      | Cecoslovacchia | 2        | 14 | 20 | 1-5      | 5-2      | 2-5      | 1-5      | X        | 5-3      |
| 6    | Marguerite Reuche | Francia        | 0        | 13 | 25 | 1-5      | 2-5      | 3-5      | 4-5      | 3-5      | X        |

| Pos. | Atleta          | Nazione   | Vittorie | SF | SC | Incontri | Incontri | Incontri | Incontri | Incontri | Incontri | Incontri |
| Pos. | Atleta          | Nazione   | Vittorie | SF | SC | HAß      | BAR      | VAR      | SCH      | AŞA      | THO      | KEL      |
| ---- | --------------- | --------- | -------- | -- | -- | -------- | -------- | -------- | -------- | -------- | -------- | -------- |
| 1    | Hedwig Haß      | Germania  | 6        | 30 | 5  | X        | 5-1      | 5-2      | 5-0      | 5-0      | 5-1      | 5-1      |
| 2    | Ulla Barding    | Danimarca | 4        | 21 | 11 | 1-5      | X        | ND       | 5-1      | 5-2      | 5-2      | 5-1      |
| 3    | Ilona Vargha    | Ungheria  | 3        | 17 | 9  | 2-5      | ND       | X        | 5-0      | ND       | 5-4      | 5-0      |
| 4    | Ingeborg Scheel | Svizzera  | 2        | 15 | 24 | 0-5      | 1-5      | 0-5      | X        | 4-5      | 5-3      | 5-1      |
| 5    | Suat Aşani      | Turchia   | 2        | 16 | 19 | 0-5      | 2-5      | ND       | 5-4      | X        | 4-5      | 5-0      |
| 6    | Aileen Thomas   | Canada    | 2        | 20 | 28 | 1-5      | 2-5      | 4-5      | 3-5      | 5-4      | X        | 5-4      |
| 7    | Thea Kellner    | Romania   | 0        | 7  | 30 | 1-5      | 1-5      | 0-5      | 1-5      | 0-5      | 4-5      | X        |

| Pos. | Atleta           | Nazione   | Vittorie | SF | SC | Incontri | Incontri | Incontri | Incontri | Incontri | Incontri | Incontri |
| Pos. | Atleta           | Nazione   | Vittorie | SF | SC | MÜL      | TUR      | SCR      | OLS      | BOR      | GAN      | ÇAM      |
| ---- | ---------------- | --------- | -------- | -- | -- | -------- | -------- | -------- | -------- | -------- | -------- | -------- |
| 1    | Ellen Preis      | Austria   | 5        | 25 | 7  | X        | ND       | 5-2      | 5-2      | 5-1      | 5-2      | 5-0      |
| 2    | Agathe Turgis    | Francia   | 3        | 19 | 12 | ND       | X        | ND       | 4-5      | 5-2      | 5-2      | 5-3      |
| 3    | Madeleine Scrève | Belgio    | 3        | 17 | 12 | 2-5      | ND       | X        | ND       | 5-3      | 5-2      | 5-2      |
| 4    | Grete Olsen      | Danimarca | 3        | 17 | 15 | 2-5      | 5-4      | ND       | X        | 5-2      | 5-4      | ND       |
| 5    | Yvonne Bornand   | Svizzera  | 1        | 13 | 21 | 1-5      | 2-5      | 3-5      | 2-5      | X        | ND       | 5-1      |
| 6    | Gerda Gantz      | Romania   | 1        | 15 | 24 | 2-5      | 2-5      | 2-5      | 4-5      | ND       | X        | 5-4      |
| 7    | Halet Çambel     | Turchia   | 0        | 10 | 25 | 0-5      | 3-5      | 2-5      | ND       | 1-5      | 4-5      | X        |

| Pos. | Atleta                  | Nazione       | Vittorie | SF | SC | Incontri | Incontri | Incontri | Incontri | Incontri | Incontri | Incontri |
| Pos. | Atleta                  | Nazione       | Vittorie | SF | SC | WEN      | ADD      | PEN      | LOC      | TAV      | GRI      | HUG      |
| ---- | ----------------------- | ------------- | -------- | -- | -- | -------- | -------- | -------- | -------- | -------- | -------- | -------- |
| 1    | Friedrieke Filz         | Austria       | 5        | 25 | 9  | X        | ND       | 5-3      | 5-2      | 5-2      | 5-1      | 5-1      |
| 2    | Jenny Addams            | Belgio        | 4        | 24 | 14 | ND       | X        | 5-0      | 4-5      | 5-4      | 5-1      | 5-4      |
| 3    | Judy Guinness           | Gran Bretagna | 3        | 22 | 23 | 3-5      | 0-5      | X        | 5-4      | 5-2      | 4-5      | 5-2      |
| 4    | Dorothy Locke           | Stati Uniti   | 3        | 22 | 24 | 2-5      | 5-4      | 4-5      | X        | 1-5      | 5-4      | 5-1      |
| 5    | Ivka Tavčar             | Jugoslavia    | 2        | 22 | 24 | 2-5      | 4-5      | 2-5      | 5-1      | X        | 4-5      | 5-3      |
| 6    | Ebba Gripenstedt        | Svezia        | 2        | 18 | 28 | 1-5      | 1-5      | 5-4      | 4-5      | 5-4      | X        | 2-5      |
| 7    | Kathleen Hughes-Hallett | Canada        | 1        | 16 | 27 | 1-5      | 4-5      | 2-5      | 1-5      | 3-5      | 5-2      | X        |

### 2º Turno
Si è disputato il 4 di agosto. Quattro gruppi eliminatori le prime tre classificate accedevano alle semifinali. A qualificazioni acquisite alcuni assalti non si sono disputati.
| Pos. | Atleta            | Nazione     | Vittorie | SF | SC | Incontri | Incontri | Incontri | Incontri | Incontri | Incontri |
| Pos. | Atleta            | Nazione     | Vittorie | SF | SC | GRA      | ADD      | LOC      | BOG      | BAR      | SCH      |
| ---- | ----------------- | ----------- | -------- | -- | -- | -------- | -------- | -------- | -------- | -------- | -------- |
| 1    | Elisabeth Grasser | Austria     | 5        | 25 | 15 | X        | 5-4      | 5-4      | 5-3      | 5-4      | 5-0      |
| 2    | Jenny Addams      | Belgio      | 4        | 24 | 14 | 4-5      | X        | 5-2      | 5-3      | 5-1      | 5-3      |
| 3    | Dorothy Locke     | Stati Uniti | 2        | 20 | 20 | 4-5      | 2-5      | X        | 5-3      | 5-2      | 4-5      |
| 4    | Erna Bogen-Bogáti | Ungheria    | 2        | 19 | 21 | 3-5      | 3-5      | 3-5      | X        | 5-4      | 5-2      |
| 5    | Ulla Barding      | Danimarca   | 1        | 16 | 24 | 4-5      | 1-5      | 2-5      | 4-5      | X        | 5-4      |
| 5    | Ingeborg Scheel   | Svizzera    | 1        | 14 | 24 | 0-5      | 3-5      | 5-4      | 2-5      | 4-5      | X        |

| Pos. | Atleta            | Nazione       | Vittorie | SF | SC | Incontri | Incontri | Incontri | Incontri | Incontri | Incontri |
| Pos. | Atleta            | Nazione       | Vittorie | SF | SC | MÜL      | PEN      | OEL      | OLS      | KRI      | CHR      |
| ---- | ----------------- | ------------- | -------- | -- | -- | -------- | -------- | -------- | -------- | -------- | -------- |
| 1    | Ellen Preis       | Austria       | 5        | 25 | 11 | X        | 5-4      | 5-4      | 5-2      | 5-0      | 5-1      |
| 2    | Judy Guinness     | Gran Bretagna | 4        | 24 | 19 | 4-5      | X        | 5-4      | 5-4      | 5-2      | 5-4      |
| 3    | Olga Oelkers      | Germania      | 3        | 23 | 16 | 4-5      | 4-5      | X        | 5-3      | 5-2      | 5-1      |
| 4    | Grete Olsen       | Danimarca     | 2        | 19 | 22 | 2-5      | 4-5      | 3-5      | X        | 5-4      | 5-3      |
| 5    | Margit Kristian   | Jugoslavia    | 1        | 13 | 22 | 0-5      | 2-5      | 2-5      | 4-5      | X        | 5-2      |
| 6    | Adèle Christiaens | Belgio        | 0        | 11 | 25 | 1-5      | 4-5      | 1-5      | 3-5      | 2-5      | X        |

| Pos. | Atleta               | Nazione     | Vittorie | SF | SC | Incontri | Incontri | Incontri | Incontri | Incontri | Incontri |
| Pos. | Atleta               | Nazione     | Vittorie | SF | SC | MAY      | LLO      | VAR      | SCR      | WEN      | vPU      |
| ---- | -------------------- | ----------- | -------- | -- | -- | -------- | -------- | -------- | -------- | -------- | -------- |
| 1    | Helene Mayer         | Germania    | 4        | 20 | 2  | X        | 5-1      | ND       | 5-0      | 5-0      | 5-1      |
| 2    | Marion Lloyd         | Stati Uniti | 3        | 16 | 12 | 1-5      | X        | 5-3      | ND       | 5-4      | 5-0      |
| 3    | Ilona Vargha         | Ungheria    | 3        | 18 | 15 | ND       | 3-5      | X        | 5-4      | 5-4      | 5-2      |
| 4    | Madeleine Scrève     | Belgio      | 1        | 10 | 15 | 0-5      | ND       | 4-5      | X        | 1-5      | 5-0      |
| 5    | Friedrieke Filz      | Austria     | 1        | 13 | 16 | 0-5      | 4-5      | 4-5      | 5-1      | X        | ND       |
| 6    | Hilda von Puttkammer | Brasile     | 0        | 3  | 20 | 1-5      | 0-5      | 2-5      | 0-5      | ND       | X        |

| Pos. | Atleta                | Nazione     | Vittorie | SF | SC | Incontri | Incontri | Incontri | Incontri | Incontri | Incontri |
| Pos. | Atleta                | Nazione     | Vittorie | SF | SC | HAß      | LAC      | ELE      | vdK      | KRA      | TUR      |
| ---- | --------------------- | ----------- | -------- | -- | -- | -------- | -------- | -------- | -------- | -------- | -------- |
| 1    | Hedwig Haß            | Germania    | 5        | 25 | 6  | X        | 5-1      | 5-2      | 5-3      | 5-0      | 5-0      |
| 2    | Karen Lachmann        | Danimarca   | 4        | 21 | 9  | 1-5      | X        | 5-3      | 5-0      | 5-1      | 5-0      |
| 3    | Ilona Elek            | Ungheria    | 3        | 20 | 18 | 2-5      | 3-5      | X        | 5-2      | 5-4      | 5-2      |
| 4    | Toos van der Klaauw   | Paesi Bassi | 2        | 15 | 23 | 3-5      | 0-5      | 2-5      | X        | 5-4      | 5-4      |
| 5    | Denise Kramer-Scholer | Svizzera    | 1        | 14 | 21 | 0-5      | 1-5      | 4-5      | 4-5      | X        | 5-1      |
| 6    | Agathe Turgis         | Francia     | 0        | 7  | 25 | 0-5      | 0-5      | 2-5      | 4-5      | 1-5      | X        |

### Semifinali
Si sono disputate il 4 di agosto. Due gruppi eliminatori le prime quattro classificate accedevano alla finale. A qualificazioni acquisite alcuni assalti non si sono disputati.
| Pos. | Atleta       | Nazione     | Vittorie | SF | SC | Incontri | Incontri | Incontri | Incontri | Incontri | Incontri |
| Pos. | Atleta       | Nazione     | Vittorie | SF | SC | ADD      | MÜL      | VAR      | HAß      | LLO      | OEL      |
| ---- | ------------ | ----------- | -------- | -- | -- | -------- | -------- | -------- | -------- | -------- | -------- |
| 1    | Jenny Addams | Belgio      | 3        | 18 | 10 | X        | 3-5      | ND       | 5-2      | 5-3      | 5-0      |
| 2    | Ellen Preis  | Austria     | 3        | 19 | 13 | 5-3      | X        | 4-5      | ND       | 5-4      | 5-1      |
| 3    | Ilona Vargha | Ungheria    | 3        | 17 | 13 | ND       | 5-4      | X        | 2-5      | 5-3      | 5-1      |
| 4    | Hedwig Haß   | Germania    | 2        | 16 | 16 | 2-5      | ND       | 5-2      | X        | 5-4      | 4-5      |
| 5    | Marion Lloyd | Stati Uniti | 1        | 19 | 20 | 3-5      | 4-5      | 3-5      | 4-5      | X        | 5-0      |
| 6    | Olga Oelkers | Germania    | 1        | 7  | 24 | 0-5      | 1-5      | 1-5      | 5-4      | 0-5      | X        |

| Pos. | Atleta            | Nazione       | Vittorie | SF | SC | Incontri | Incontri | Incontri | Incontri | Incontri | Incontri |
| Pos. | Atleta            | Nazione       | Vittorie | SF | SC | ELE      | MAY      | GRA      | LAC      | LOC      | PEN      |
| ---- | ----------------- | ------------- | -------- | -- | -- | -------- | -------- | -------- | -------- | -------- | -------- |
| 1    | Ilona Elek        | Ungheria      | 5        | 25 | 10 | X        | 5-1      | 5-2      | 5-4      | 5-1      | 5-2      |
| 2    | Helene Mayer      | Germania      | 4        | 21 | 11 | 1-5      | X        | 5-3      | 5-2      | 5-0      | 5-1      |
| 3    | Elisabeth Grasser | Austria       | 2        | 19 | 17 | 2-5      | 3-5      | X        | 5-1      | 5-1      | 4-5      |
| 4    | Karen Lachmann    | Danimarca     | 2        | 17 | 17 | 4-5      | 2-5      | 1-5      | X        | 5-1      | 5-1      |
| 5    | Dorothy Locke     | Stati Uniti   | 1        | 8  | 21 | 1-5      | 0-5      | 1-5      | 1-5      | X        | 5-1      |
| 6    | Judy Guinness     | Gran Bretagna | 1        | 10 | 24 | 2-5      | 1-5      | 5-4      | 1-5      | 1-5      | X        |

Si sono disputate il 5 di agosto.
| Pos.    | Atleta            | Nazione   | Vittorie | SF | SC | Incontri | Incontri | Incontri | Incontri | Incontri | Incontri | Incontri | Incontri |
| Pos.    | Atleta            | Nazione   | Vittorie | SF | SC | ELE      | MAY      | MÜL      | HAß      | LAC      | ADD      | VAR      | GRA      |
| ------- | ----------------- | --------- | -------- | -- | -- | -------- | -------- | -------- | -------- | -------- | -------- | -------- | -------- |
| Oro     | Ilona Elek        | Ungheria  | 6        | 33 | 17 | X        | 5-4      | 5-3      | 3-5      | 5-3      | 5-1      | 5-1      | 5-0      |
| Argento | Helene Mayer      | Germania  | 5        | 33 | 19 | 4-5      | X        | 4-5      | 5-3      | 5-2      | 5-0      | 5-1      | 5-3      |
| Bronzo  | Ellen Preis       | Austria   | 5        | 32 | 20 | 3-5      | 5-4      | X        | 4-5      | 5-2      | 5-2      | 5-1      | 5-1      |
| 4       | Hedwig Haß        | Germania  | 5        | 30 | 23 | 5-3      | 3-5      | 5-4      | X        | 5-1      | 5-4      | 2-5      | 5-1      |
| 5       | Karen Lachmann    | Danimarca | 3        | 23 | 24 | 3-5      | 2-5      | 2-5      | 1-5      | X        | 5-1      | 5-2      | 5-1      |
| 6       | Jenny Addams      | Belgio    | 2        | 18 | 28 | 1-5      | 0-5      | 2-5      | 4-5      | 1-5      | X        | 5-2      | 5-1      |
| 7       | Ilona Vargha      | Ungheria  | 2        | 17 | 31 | 1-5      | 1-5      | 1-5      | 5-2      | 2-5      | 2-5      | X        | 5-4      |
| 8       | Elisabeth Grasser | Austria   | 0        | 11 | 35 | 0-5      | 3-5      | 1-5      | 1-5      | 1-5      | 1-5      | 4-5      | X        |